# Korvikoppa, Sampgaon
Korvikoppa là một làng thuộc tehsil Sampgaon, huyện Belgaum, bang Karnataka, Ấn Độ.